# Daitō (miasto)
Daitō (jap. 大東市 Daitō-shi) – miasto w Japonii (prefektura Osaka), w aglomeracji Osaka.

## Położenie
Miasto leży we wschodniej części prefektury Osaka. Graniczy z:
- Shijōnawate
- Kadoma
- Neyagawą
- Higashiōsaka
- Ikoma w prefekturze Nara

## Historia
Miasto otrzymało prawa miejskie 1 kwietnia 1956 roku.